# Entlastungsstraße
Die Entlastungsstraße war eine Straße in Berlin, die von 1961 bis 2006 in Nord-Süd-Richtung durch den östlichen Teil des Großen Tiergartens verlief und Teil der Bundesstraße 96 war. Außerdem wird als Entlastungsstraße eine Straße bezeichnet, die den Verkehr einer anderen, stark belasteten Straße übernimmt. 

## Ehemalige Entlastungsstraße in Berlin

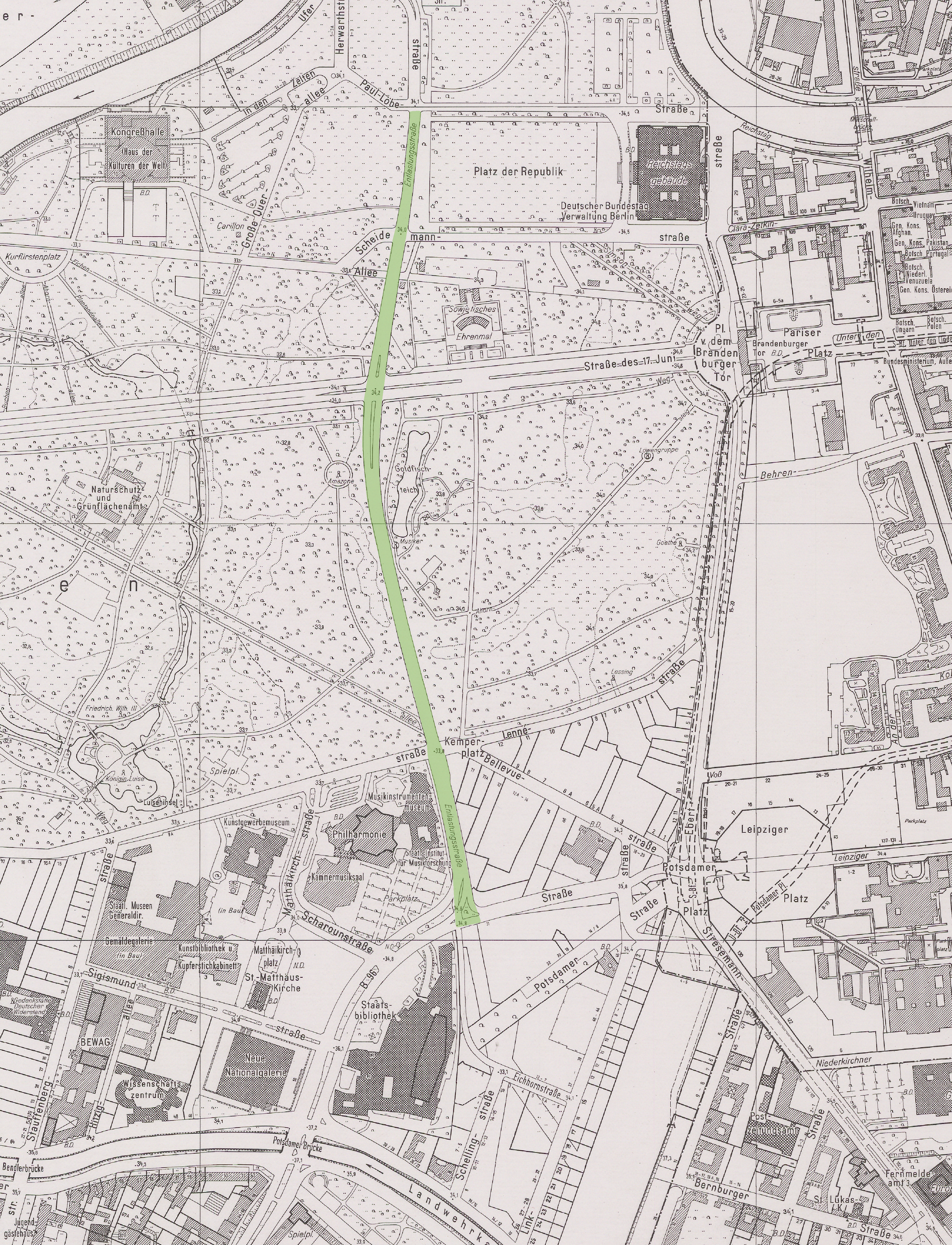
Historischer Verlauf der Entlastungsstraße, 1994

Nach dem Bau der Berliner Mauer im August 1961 wurde eine neue Nord-Süd-Verbindung in West-Berlin notwendig, da mit der Schließung der Grenze die Durchquerung Ost-Berlins nicht mehr möglich war, sich die Verkehrsströme verlagerten und Teile des bestehenden Straßennetzes um den Großen Stern überlasteten. Um rasche Abhilfe zu schaffen, wurde in nur 44 Tagen Bauzeit eine 1,2 Kilometer lange Schneise durch die Parkanlagen des Großen Tiergartens geschlagen und eine Straße angelegt. Sie begann als südliche Fortsetzung der Moltkestraße nahe der damaligen Schweizerischen Delegation im Spreebogen unweit des Reichstagsgebäudes, tangierte den Platz der Republik und kreuzte dann die Straße des 17. Juni, um anschließend weiter zum  Kemperplatz am Südrand des Tiergartens zu verlaufen und schließlich in die Potsdamer Straße überzugehen.
Um die neue Straße klar als Provisorium kenntlich zu machen, erhielt sie keinen Namen, sondern mit Entlastungsstraße nur eine Funktionsbezeichnung. Sie führte diese Benennung seit dem 8. Januar 1962, nachdem sie zuvor nur als Notstraße bezeichnet worden war. Allerdings galt diese Bezeichnung zunächst ausschließlich für den Abschnitt nördlich der Straße des 17. Juni. Erst am 1. Januar 1968 wurde die Bezeichnung auch dem südlichen Teilstück zugeordnet.
Da die Entlastungsstraße eine bedeutende Parkanlage zerteilte, galt sie weithin als Schandfleck. Für den Straßenverkehr West-Berlins wurde sie allerdings als unverzichtbar angesehen. Auch für den ÖPNV, denn die Buslinie A83 der Berliner Verkehrsbetriebe stellte über die Entlastungsstraße eine direkte und schnelle Verbindung zwischen den Bezirken Wedding und Schöneberg her. Daher kam ein Rückbau über Jahrzehnte nicht in Frage. In den späten 1970er Jahren gab es sogar Überlegungen, die Entlastungsstraße als Teilabschnitt der Westtangente A 103 erheblich zu einer Stadtautobahn auszubauen.
Erst 1992, nachdem sich die Rahmenbedingungen durch die deutsche Wiedervereinigung grundlegend geändert hatten, begannen ernsthafte Planungen, die Entlastungsstraße durch einen Tunnel zu ersetzen. Mit dem Bau des Tiergartentunnels (TTS) wurde 1995 begonnen. Teilstücke der Entlastungsstraße, die auch nach der Eröffnung des Tunnels erhalten bleiben sollten, erhielten neue Namen: im Norden Yitzhak-Rabin-Straße, im Süden Ben-Gurion-Straße. Nachdem man wegen der Fanmeile auf der Straße des 17. Juni das Ende der Fußball-Weltmeisterschaft abgewartet hatte, begann im Juli 2006 der endgültige Rückbau der Straße mit der anschließenden Bepflanzung der Schneise durch den Tiergarten. Dabei wurde auch 2007 das Komponistendenkmal wiederhergestellt.

## Andere Bedeutung
Als Entlastungsstraße wird in der Verkehrsplanung allgemein eine Straße bezeichnet, die vollständig oder teilweise den Verkehr einer anderen, stark belasteten Straße übernimmt. Zu diesem Zweck wird auf die Entlastungsstraße durch entsprechende Wegweisung aufmerksam gemacht. Ortsumgehungen oder Tangentialstraßen können als Entlastungsstraßen betrachtet werden. Eine besondere Form ist die Kommunale Entlastungsstraße, bei der nicht der für die Ortsdurchfahrt zuständige Straßenbaulastträger die Entlastungsstraße baut, häufig in Form einer Ortsumgehung, sondern die Kommune, die dabei ggf. (rechtlich dafür nicht gedachte) Fördermittel von Bund oder Land nutzen kann.